# Приведена вартість
Приведена (дисконтована) вартість (англ. present value) — вартість капітальних вкладень (інвестицій) або майбутнього грошового потоку на визначений момент часу, розрахована на основі відповідного коефіцієнта дисконтування . Приведена вартість капітальних вкладень  (інвестицій) використовується як показник, по якому зіставляється прибутковість даних капітальних вкладень  (інвестицій)  стосовно інших капітальних вкладень  (інвестицій) .